# Spirantisatie
Spirantisatie is in de spraak het verschijnsel dat de articulatie van een plosief verandert in die van een fricatief of sibilant. In het algemeen wordt een van oorsprong harde medeklinker met minder inspanning gearticuleerd. De betreffende klank wordt hierdoor vaak ook sonoorder. 

## Synchrone en diachrone spirantisatie
Synchrone spirantisatie vindt bijvoorbeeld plaats in het Bretons: penn "hoofd" > ma fenn "". In dit geval betreft het tevens een vorm van consonantmutatie.
Diachrone spirantisatie heeft bijvoorbeeld de ontwikkeling van het Frans gekenmerkt, waar het Latijnse werkwoord habere is veranderd in avoir. 

## Verwante begrippen
Spirantisatie is een vorm van lenitie. Binnen deze grote groep klankverschuivingen dient het met name te worden onderscheiden van assibilatie. 